# 琉球政府公務員法
琉球政府公務員法（りゅうきゅうせいふこうむいんほう、1953年立法第4号）は、琉球政府公務員について適用すべき各般の根本基準等を定めるために立法院が制定した立法である。
琉球列島米国民政府が制定した琉球公務員法（米国民政府布令第76号）に代わる法令として制定された。日本の法令でいえば国家公務員法（昭和22年法律第120号）に相当するものであり、条文の構成も国家公務員法に準拠している。8回改正がなされた。
人事行政に関する事務を処理する人事委員会の組織・権限・運営規定を定めるほか、一般職の義務・権利等についての大まかな内容が規定されている。
職階制を中心とする人事行政制度を明記しており、琉球政府公務員は原則として何れかの職種・職級に分類されていた。

## 構成
- 第1章 総則（第1条-第3条）
- 第2章 人事委員会（第4条-第15条）
- 第3章 職員に適用される原則（第16条-第17条）
- 第4章 任用（第18条-第27条）
- 第5章 職階制（第28条-第29条）
- 第6章 給与、勤務時間その他の勤務条件（第30条-第33条）
- 第7章 分限及び懲戒（第34条-第37条）
- 第8章 服務（第38条-第46条）
- 第9章 研修及び勤務成績の評定（第47条-第48条）
- 第10章 福祉及び利益の保護（第49条-第59条）
- 第11章 職員団体（第60条-第64条）
- 第12章 補則（第65条-第68条）
- 第13章 罰則（第69条-第71条）
- 附則